# Get Outta My Way
"Get Outta My Way" је песма аустралијске извођачице Кајли Миног, објављена је као други сингл са њеног једанаестог студијског албума Aphrodite у 27. септембра 2010. године у издању дискографске куће Парлофон.

## Успех на топ љествицама
Песма "Get Outta My Way" примила је већином позитивне рецензије од музичких критичара, многи су похвалили избор другог сингла. Песма је постигла осредњи успех у многим државама, доспевши на 12. место британске листе синглова. Доспела је на 69. место у родној Аустралији, и тако постала њен најнеуспјешнији сингл у Аустралији до сад. Песма је доспела на прво место лествице Билборд (Hot Dance Club Songs) у САД. То је пети сингл Миног који је доспео на прво место те љестиве, а други с албума Aphrodite.

## Списак песама
CD сингл
1. "Get Outta My Way" – 3:39
2. "Get Outta My Way" (7th Heaven Mix) – 3:35

CD сингл макси
1. "Get Outta My Way" – 3:39
2. "Get Outta My Way" (Bimbo Jones Club Remix Radio Edit) – 3:35
3. "Get Outta My Way" (Sidney Samson Remix) – 5:35
4. "Get Outta My Way" (Paul Harris Vocal Remix) – 7:18
5. "Get Outta My Way" (Mat Zo Remix) – 8:31
6. "Get Outta My Way" (Video)

Британски CD промо
1. "Get Outta My Way" – 3:39
2. "Get Outta My Way" (Instrumental) – 3:45

Американски CD промо 1
1. "Get Outta My Way" (7th Heaven Club Mix) – 7:52
2. "Get Outta My Way" (7th Heaven Radio Mix) – 3:35
3. "Get Outta My Way" (Paul Harris Mix) – 7:18
4. "Get Outta My Way" (Paul Harris Dub) – 7:36

Американски CD промо 2
1. "Get Outta My Way" (Daddy's Groove Remix) – 8:02
2. "Get Outta My Way" (Mat Zo Remix) – 8:30
3. "Get Outta My Way" (Kris Menace Remix) – 6:46
4. "Get Outta My Way" (Sidney Samson Remix) – 5:34
5. "Get Outta My Way" (BeatauCue Remix) – 5:03

Американски CD промо 3
1. "Get Outta My Way" (US Version)
2. "Get Outta My Way" (Instrumental)

## Топ лествице
| Топ лествице               | Највиша позиција |
| -------------------------- | ---------------- |
| Аустралија                 | 69               |
| Аустрија                   | 61               |
| Белгија (Фландрија)        | 5                |
| Белгија (Валонија)         | 6                |
| Бразил                     | 89               |
| Чешка                      | 50               |
| Данска                     | 12               |
| Европа                     | 25               |
| Француска                  | 29               |
| Ирска                      | 33               |
| Италија                    | 55               |
| Јапан                      | 57               |
| Нови Зеланд                | 69               |
| Њемачка                    | 41               |
| Русија                     | 76               |
| САД (Билборд хот 100)      | 105              |
| САД (Hot Dance Club Songs) | 1                |
| Словачка                   | 18               |
| Шпанија                    | 11               |
| Швајцарска                 | 23               |
| Уједињено Краљевство       | 12               |